# Station Mendig
Station Mendig is een spoorwegstation in de Duitse plaats Mendig.   